# Alexis Jay
Pour les articles homonymes, voir Jay.
Pour premier nom de scène de David Bowie, voir Alexis Jay (David Bowie).
Alexandrina Henderson Farmer Jay, officier de l'Ordre de l'Empire britannique (née le 25 avril 1949) est une travailleuse sociale britannique et universitaire. Elle est professeure intervenant à l'université de Strathclyde et présidente indépendante du Centre d'excellence pour les enfants en Écosse (CELCIS).
Alexis Jay a mené l'Enquête indépendante sur l'affaire des viols collectifs de Rotherham, une enquête sur un réseau pédophile de grande ampleur dans l'arrondissement de Rotherham, dans le sud du Yorkshire. Elle est l'auteur du rapport de l'enquête, publié en août 2014,.